# Narodowy Ruch Socjalny
Narodowy Ruch Socjalny (bułg. Народно социално движение, NRS), w polskim piśmiennictwie nazywany także Ruchem Narodowo-Społecznym – skrajnie prawicowa bułgarska formacja polityczna, początkowo o charakterze faszystowskim, później nawiązująca do narodowego socjalizmu, utworzona w maju 1932 przez Aleksandyra Cankowa.

## Powstanie Narodowego Ruchu Socjalnego

Logo NRS

W czerwcu 1931 Porozumienie Demokratyczne, które sprawowało władzę w Carstwie Bułgarii nieprzerwanie od 1923, przegrało wybory do Zgromadzenia Narodowego. Porażka skłoniła liderów partii do zwołania 15 maja 1932 walnego zjazdu jej członków w celu przedyskutowania przyszłości formacji i określenia strategii działania. Podczas kongresu, który odbywał się w stołecznym teatrze „Renesans”, zwolennicy Aleksandyra Cankowa, który w latach 1923–1926 stał na czele Porozumienia, usiłowali przeforsować jego kandydaturę na nowego lidera ugrupowania. Ich propozycja spotkała się z przeciwem większości delegatów. Wobec braku konsensusu obrady odłożono do następnego dnia. 16 maja okazało się jednak, iż Cankow wraz ze swoimi sympatykami zdecydowali o zwołaniu alternatywnego kongresu w teatrze „Royal”, na który nie zaprosili pozostałych działaczy. W zaistniałej sytuacji członkowie Porozumienia Demokratycznego skupieni wokół Andreja Liapczewa i Atanasa Burowa podjęli decyzję o wyborze nowych władz partyjnych i kontynuowaniu działalności partii bez zbuntowanych delegatów.
Zwolennicy Cankowa, których część wywodziła się z istniejącego w latach 1921–1923 Porozumienia Narodowego, wkrótce potem utworzyli nowe ugrupowanie o nazwie Narodowy Ruch Socjalny. Początkowo formacja wzorowała się na włoskim ruchu faszystowskim, jednak po objęciu władzy w Niemczech przez Adolfa Hitlera w 1933 zorientowała się ku narodowemu socjalizmowi. Stosownie do przyjętego programu członkowie ruchu zmierzali do ustanowienia dyscypliny społecznej i silnej władzy „wodza”. Partia opowiadała się za ingerencją państwa w gospodarkę narodową oraz za ograniczeniem roli parlamentu w zarządzaniu krajem. Organami prasowymi ugrupowania były gazety „Porozumienie Demokratyczne” (bułg. Демократически сговор), „Nowa Bułgaria” (bułg. Нова България) i „Słowo” (bułg. Слово).

## Narodowy Ruch Socjalny w latach 1934-1935
Dyktatorskie dążenia Cankowa przypadły do gustu znacznej części wojskowych skupionych wokół Koła Politycznego „Zweno” oraz niektórym działaczom prawicowych frakcji Bułgarskiego Ludowego Związku Chłopskiego. Niezadowoleni z nieskutecznej polityki sprawującego władzę w kraju Bloku Narodowego, oficerowie i ludowcy opowiadali się za zorganizowaniem zamachu stanu i ustanowieniem rządów autorytarnych. W przeprowadzonych w styczniu 1934 wyborach samorządowych członkowie NRS zdobyli 11,5% głosów, co zostało przez nich zinterpretowane jako sukces wyborczy i dowód wzrostu społecznego poparcia dla celów partii. Pod wpływem tego wydarzenia zwolennicy Cankowa przystąpili do przygotowania przewrotu i przejęcia władzy. Scenariusz zamachu stanu, który zaplanowano na 20 maja 1934 miał przypominać „Marsz na Rzym”, jaki w 1922 zorganizowali zwolennicy Mussoliniego. „Marsz na Sofię” nie doszedł jednak do skutku. Działacze Koła Politycznego „Zweno” oraz Związku Wojskowego uprzedzili sympatyków ruchu i 19 maja przeprowadzili przewrót, który zakończył się powołaniem nowego gabinetu rządowego na czele z Kimonem Geogijewem. Gabinet Georgijewa sprawował władzę autorytarną. 14 czerwca 1934 wydano rozporządzenie o delegalizacji wszystkich partii i ugrupowań politycznych w kraju, co zmusiło działaczy NRS do rozpoczęcia działalności podziemnej. 
Nowa sytuacja polityczna skłoniła część zwolenników Cankowa, wśród których znaleźli się m.in. Christo Kałfow i Iwan Rusew, do wystąpienia z NRS i podjęcia współpracy z rządem. Samego Cankowa nie dopuszczono jednak do udziału we władzy, gdyż car Borys III obawiał się jego dyktatorskich dążeń i prohitlerowskich sympatii. Wpływ byłych działaczy ruchu na zarządzanie państwem trwał zaledwie kilka miesięcy. W 1935 Borys III powołał na stanowisko premiera Pencza Złatewa, który nie włączył ich do składu swojego gabinetu.

## Narodowy Ruch Socjalny po roku 1935
Zwolennicy NRS podjęli jeszcze jedną próbę zorganizowania zamachu stanu w 1944. Ich plany pokrzyżowało jednak wypowiedzenie Carstwu Bułgarii wojny przez Związek Radziecki (5 września 1944) oraz przejęcie władzy w państwie przez lewicowy Front Ojczyźniany (9 września 1944). Na skutek tych wydarzeń Aleksandyr Cankow opuścił kraj i udał się do Austrii, gdzie zapoczątkował tworzenie prohitlerowskiego rządu na uchodźstwie. Część pozostałych w Bułgarii aktywistów ruchu sformowała grupy bojówkarskie dążące do odsunięcia od władzy komunistów, ale zostały one wkrótce rozgromione przez prosowiecki rząd. Lider NRS Cankow nie powrócił już do ojczyzny. W 1949 wyemigrował do Argentyny, gdzie po dziesięciu latach zmarł.